# Tərtər (rzeka)
Tərtər – rzeka w Azerbejdżanie. Bierze początek w Masywie Karabaskim, w rejonie Kəlbəcər. Dolny jej odcinek przebiega przez Nizinę Kurańską. Uchodzi prawostronnie do Kury.
Ma 184 km długości. Zlewnia zajmuje powierzchnię 2650 km². Dopływami są m.in.: Levçay, Turağayçay i Ağdabançay. Różnica wysokości pomiędzy źródłem a ujściem wynosi 3117 m.
Na rzece zbudowany jest zbiornik retencyjny Sərsəng su anbarı.